# Sjöbo kommun
Sjöbo kommun er en kommune i Skåne län (Skåne) i Sverige.

## Byområder
Befolkning pr. 31. december 2005:
| # | Byområde                            | Befolkning |
| - | ----------------------------------- | ---------- |
| 1 | Sjöbo                               | 6,364      |
| 2 | Blentarp                            | 1,144      |
| 3 | Vollsjö                             | 788        |
| 4 | Lövestad                            | 608        |
| 4 | Sjöbo sommarby och Svansjö sommarby | 608        |
| 6 | Karups sommarby                     | 316        |
| 7 | Bjärsjölagård                       | 311        |
| 8 | Sövde                               | 301        |
| 9 | Äsperöd                             | 226        |